# リベリア (コスタリカ)
リベリア（スペイン語: Liberia）は、コスタリカのグアナカステ州の州都。人口は6万4912人（2020年）。首都サンホセの北西215㎞に位置している。市街中心部には、広場に面して近代的な教会があり、商店やレストランが取り囲んでいるという、多くのコスタリカの都市と同じような構造上の特徴を持つ。
7月には、1824年にニカラグアから領土を獲得したことを記念してフォークダンス、馬のパレード、家畜品評会、闘牛、コンサートなどが中央広場で行われる。
市内西部にダニエル・オドゥベール国際空港が立地している。グアナカステ州は観光資源が豊富であり、外国人観光客の利用が多い空港である。旅客数において国内第2の空港となっている。

## 観光施設
- カジェ・レアル
- サラ・デル・サバネロ（カウボーイ)歴史博物館
- 宗教美術博物館